# NGC 38
NGC 38 és una galàxia espiral a la constel·lació del Peixos.